# Pellenes geniculatus
Pellenes geniculatus es una especie de araña saltarina del género Pellenes, familia Salticidae. Fue descrita científicamente por Simon en 1868.

## Descripción
Pellenes geniculatus es una pequeña araña. La hembra es más grande entre 4,2 y 5 mm (0,17 y 0,20 pulgadas) de largo, en comparación con el macho que mide entre 3,35 y 3,7 mm (0,132 y 0,146 pulgadas) de largo. La araña tiene un caparazón de 1,75 mm (0,069 pulgadas) de largo. El macho tiene un abdomen de una longitud similar que es marrón con una raya blanca longitudinal o marcas de color entrecruzadas, mientras que la hembra tiene un abdomen más grande, de 2,5 mm (0,098 pulgadas) de largo, que es de color amarillo pardusco. Existe cierta variación entre los especímenes, particularmente entre los del sur de África y los que se encuentran en Europa y Asia.

## Distribución
Habita en Argelia, Azerbaiyán, Irán, Irak, Israel, Líbano, Siria, Emiratos Árabes Unidos, Yemen, Islas Canarias, Bélgica, Bulgaria, Francia, Italia, Macedonia del Norte, Portugal, España, Turquía y Ucrania.